# Église Saint-Jacques de Beauvais
Pour les articles homonymes, voir Église Saint-Jacques.
L'église Saint-Jacques est une église catholique située dans le quartier de Voisinlieu à Beauvais, dans le département de l'Oise. Elle est affiliée à la paroisse Bienheureux Frédéric Ozanam de Beauvais-sud.

## Historiques
L'église Saint-Jacques de Voisinlieu a été construite en brique à la fin du XIXe ou au début du XXe siècle, sur les plans de l'architecte Victor Delefortrie. 

## Caractéristiques
L'édifice de style néo-gothique a été construit en brique selon un plan basilical traditionnel. Il est composé d'une nef, de deux bas-côtés, d'une abside à trois baies surmontée d'une voûte d'ogives. L'abside est éclairée par des verrières garnies de vitraux.